# Жиляковский район

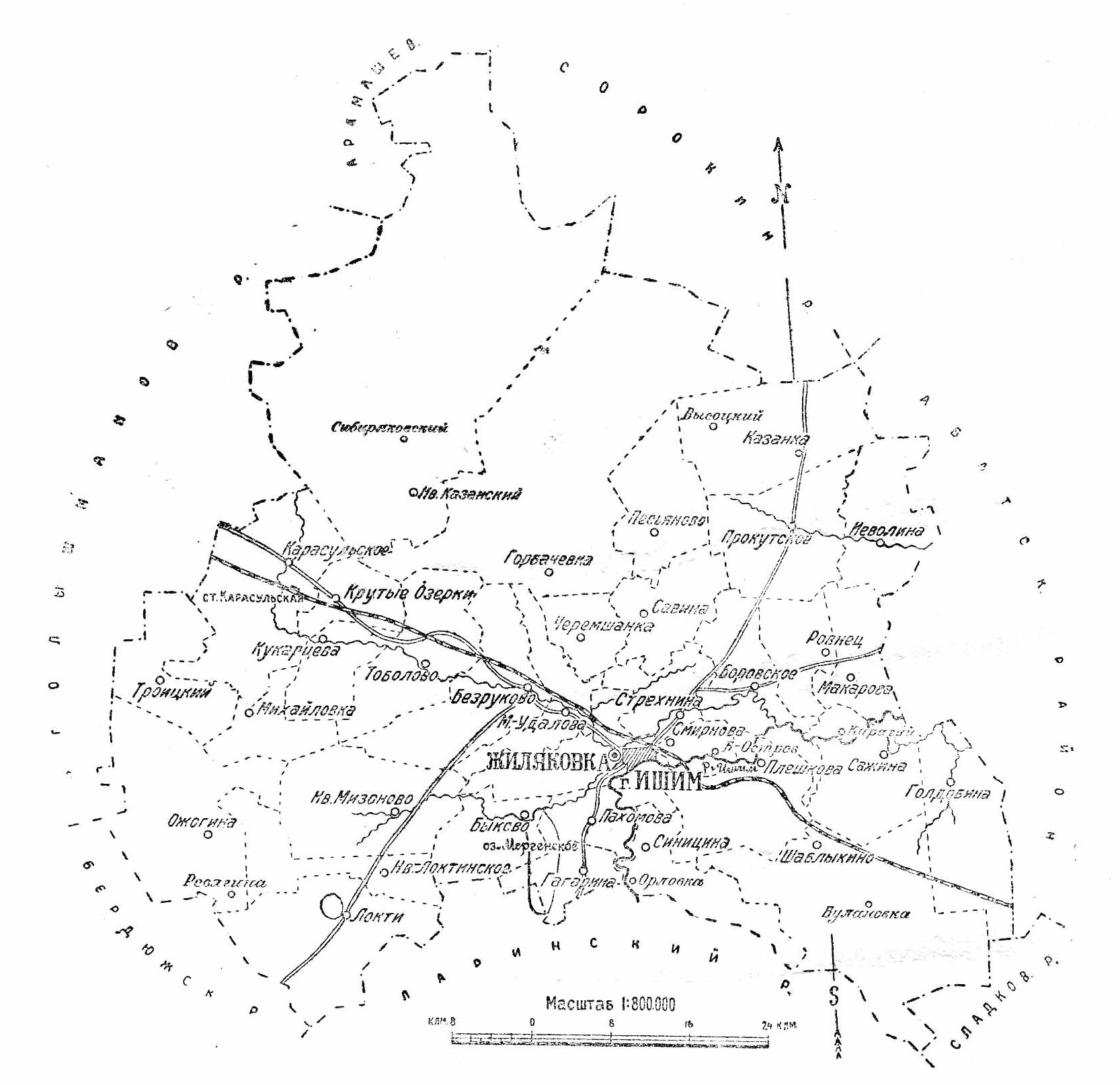
Схема района в 1928 году

Жиляко́вский райо́н Ишимского округа Уральской области РСФСР. Административным центром являлось село Жиляковка.
Образован на основании постановлений ВЦИК от 3 и 12 ноября 1923 года в составе Ишимского округа Уральской области из Безруковской, Боровской, Жиляковской, части Карасульской, части Локтинской, части Маслянской волостей Ишимского уезда Тюменской губернии.
В район вошло 35 сельсоветов: Алексеевский, Безруковский, Большеудаловский, Боровской, Быковский, Гагаринский, Голдобинский, Жиляковский, Казанский, Карасульский, Крутоозёрский, Кукарцевский, Локтинский, Макаровский, Мизоновский, Михайловский, Неволинский, Новолоктинский, Пахомовский, Песьяновский, Плешковский, Полковниковский, Прокуткинский, Равнецкий, Савинский, Сажинский, Сибиряковский, Синицынский, Смирновский, Стрехнинский, Тоболовский, Троицкий (1-й), Троицкий (2-й), Черемшанский, Шаблыкинский.
В 1925—1926 годах Алексеевский сельсовет был упразднён, Полковниковский сельсовет переименован в Ожогинский, Большеудаловский — в Удаловский.
Постановлением ЦИК и СНК СССР от 8 августа 1930 года Ишимский округ был упразднён с 1 октября 1930 года, а всего его районы перешли в непосредственное подчинение Уральской области.
Постановлением ВЦИК от 10 июня 1931 года район упразднён, его территория вошла в состав Ишимского района.